# Bushido
Pour les articles homonymes, voir Bushido (homonymie).
 (janvier 2009).
Si vous disposez d'ouvrages ou d'articles de référence ou si vous connaissez des sites web de qualité traitant du thème abordé ici, merci de compléter l'article en donnant les références utiles à sa vérifiabilité et en les liant à la section « Notes et références ».

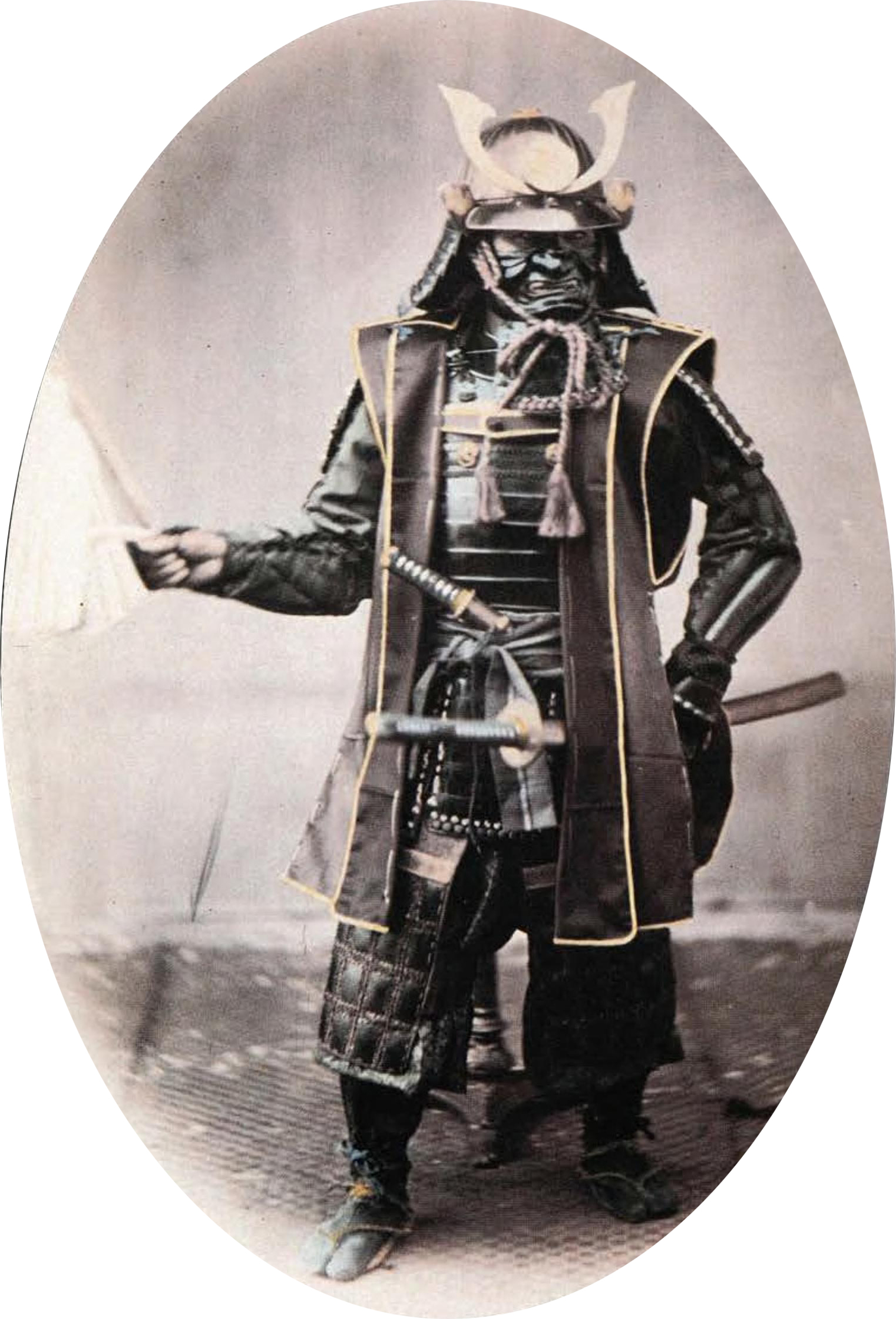
Samouraï en armure, 1860. Photographié par Felice Beato.

Le bushido est le code des principes moraux que les guerriers japonais (samouraïs et bushi) étaient tenus d'observer.

## Origine du mot
Bushidō (武士道) est un mot japonais signifiant littéralement « la voie du guerrier » : bushi signifie « brave guerrier » et dō, « la voie ». On divise parfois bushi en deux termes qui signifieraient bu, « stopper », « mettre fin à la violence par les armes », et shi, « celui qui a obtenu son savoir par l'apprentissage » (comme le guerrier). Cela dit, une autre interprétation de l'étymologie de l'idéogramme bu suggère au contraire « porter la lance ».
La première mention de ce mot est faite dans le Kōyō gunkan, écrit aux alentours de 1616, mais l'apparition du bushido est liée à celle de la féodalité japonaise et des premiers shoguns à l'époque de Minamoto no Yoritomo au XIIe siècle. Cependant la dimension morale propre au bushido apparaît progressivement dans la culture guerrière et se repère dans des récits et des traités militaires seulement à partir des XIVe et XVe siècles. on relève ainsi une permanence de la représentation moderne de son ancienneté dans la culture japonaise et sa diffusion.
Ainsi, à l'époque de la guerre de Genpei, on l'appelait Voie de l'Arc et du Cheval (弓馬の道, kyūba no michi) en raison de l'importance majeure de ce style de combat pour les guerriers de l'époque, et du fait qu'il était considéré comme une méthode traditionnelle, celle des plus anciens héros samouraïs, tels que le prince Shōtoku, Minamoto no Yorimitsu et Minamoto no Yoshiie (Hachimantarō). D'après Louis Frédéric, le kyūba no michi apparut aux alentours du Xe siècle comme un ensemble de règles et coutumes non écrites auxquelles les samouraïs étaient censés se conformer.
« Vers le Xe et XIe siècle que l'on commence à utiliser des expressions comme la voie de l’homme d’armes (tsuwamon no michi), la voie de l’arc et des flèches (kyûsen / kyûya no michi), la voie de l’arc et du cheval (kyûba no michi). Ces expressions renvoient à des pratiques qui sont les ancêtres de la voie du guerrier (bushidô) mais elles n’impliquaient alors aucun rapport quelconque à une morale. Il ne s’agissait que de pratiques centrées sur l’entrainement au combat réel et qui de ce fait avaient un rapport avec les manières de vivre des samouraïs au sens large. »
« Le monde des guerriers qui se développa […] à la période médiévale [XIIe-XVIe siècles] fut […] placé sous la domination de la religion bouddhiste […]. Le bouddhisme fait de l’interdiction de tuer des êtres vivants l’un de ses grands principes ». « Confrontés à la mort certains samouraïs pensaient avoir hérité d’un mauvais karma […], d’autres savaient qu’ils accomplissaient le mal. La notion bouddhiste d’impermanence [mujo] tendit à exprimer un certain sens à la fragilité de l’existence, […]. Les croyances dans la terre pure du bouddha Amida […] permirent à certains guerriers d'espérer un paradis amidiste […]. Le bouddhisme zen avec sa doctrine de l’unicité entre la vie et la mort était également apprécié par de nombreux samouraïs […]. Le monde des guerriers médiévaux restait un univers encore largement dominé par le surnaturel, et la croyance notamment, dans les âmes tourmentées des guerriers tombés dans les combats [qui] revenaient de manière presque obsessionnelle dans les rêves des vivants. Cette idée assura d'ailleurs le succès du théâtre nô. »
Les différentes éditions du Dit des Heike apportent un éclairage sur la notion de voie. Ainsi, « dans la version Kakuichi il est noté [au sujet de la déclaration des vassaux des Taira lorsqu’ils abandonnent l’ancienne capitale de Fukuhara] “selon la coutume [narai] de qui à dos de cheval use de l’air et des flèches la duplicité et la pire des hontes” au lieu de “comme le veut la coutume de ceux qui suivent la Voie de l’arc et des flèches, trahir son seigneur ne peut apporter que la honte sa vie durant” […] la “coutume” [naraï] est clairement évoquée ici mais il n'est plus question de “voie”. Même dans la version Engyô, la Voie de l'arc et des flèches renvoie directement aux guerriers et à leur mode de vie mais le mot “voie” [michi], ici, n'a aucune connotation morale ».
C’est parfaitement clair dans l’anecdote de l’abandon du prisonnier Michitsune par son frère Michikiyo qui déclare : « Celui qui s’est fait prendre vivant ne mérite que la mort. » En colère, Mitchitsune rétorque « qu’un guerrier se fasse prendre vivant n’est-ce pourtant pas une habitude ? » Habitude ou coutume narai désigne une situation fréquente sans connotation morale même si elle peut être sujet à discussion.
En fait, il existe une méprise sur le terme qui désigne le code des samouraïs, résidant dans la mystification de certains faits par les historiens[réf. souhaitée], notamment japonais. Parmi les classes existaient les bushi, sous-officiers et officiers inférieurs, et les buke, officiers supérieurs appartenant à la noblesse. Les samouraïs font partie de la catégorie des buke, et leur code est le buke-shô-hatto. Seulement, il existe une fiction où est employé le terme bushido en tant que code des samouraïs, c'est de là qu'on tire cette définition de bushido. Mais, en réalité, le code se nomme buke-shô-hatto (武家諸法度, littéralement « Divers points de lois pour les familles guerrières ») ; c'est une collection d'édits promulgués de 1615 à 1710 par le shogunat Tokugawa.

## Sources du bushido

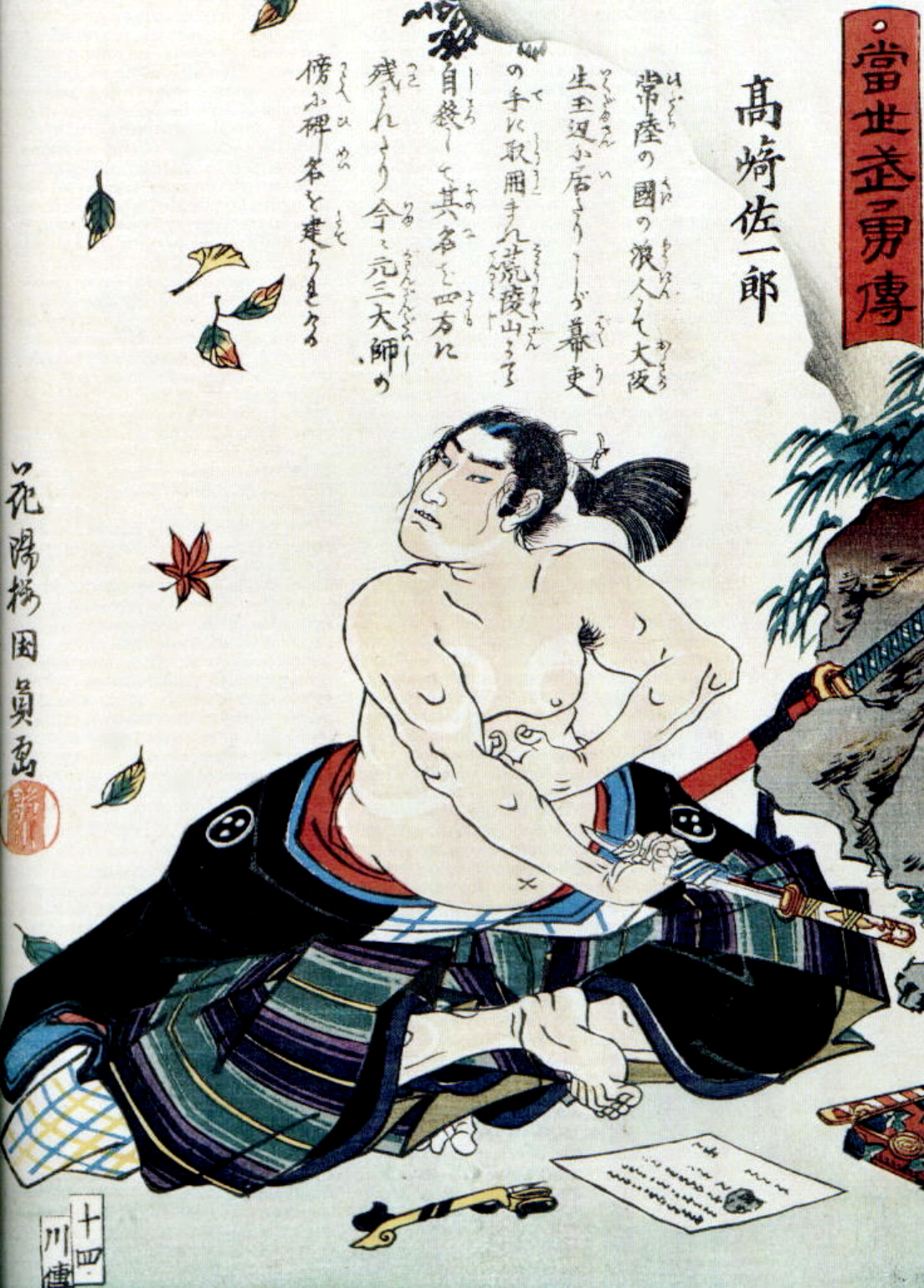
Illustration du Seppuku (suicide rituel par perforation du ventre avec le sabre court (wakisashi))

Ce code de vie a emprunté au bouddhisme l'endurance stoïque, le respect du danger et de la mort ; au shintoïsme, le culte religieux de la patrie et de l'empereur ; au confucianisme, une certaine culture littéraire et artistique ainsi que la morale sociale des « relations » : parents-enfants, maître et serviteur, époux, frères, amis.
Mencius fut également une grande source d'inspiration pour le bushido.
Le bushido se trouve dans la continuité de kyuba-no-michi, il s'est structuré au fil des siècles, de même que le stoïcisme de Sénèque était nécessairement différent de celui de Zénon.
I
il existe une différence majeure entre le bushido et les textes antérieurs décrivant la voie des samouraï. À l'époque du kyuba no michi, les samouraïs étaient au service de la noblesse kuge et de princes impériaux de haut lignage (par exemple, les samouraïs dans le Dit du Genji). Quand s'effectue la transition vers le bushido, les samouraïs (c'est-à-dire principalement les buke et des soldats-paysans) saisissent leurs propres destinées en mains à travers le phénomène de gekokujō, ou bien se mettent à servir d'autres membres des buke.
Ainsi, à l'époque de la guerre de Genpei et du bakufu Minamoto, on parlait de « Voie de l'arc et du cheval », simplement parce que c'était la façon traditionnelle de combattre des samouraïs. L'art martial appelé yabusame (technique de tir à l'arc japonaise pratiquée à cheval), conserva une grande importance au fil des siècles, jusque dans l'époque Sengoku et même à l'époque d'Edo.
Le yabusame servait lors de cérémonies à la gloire des dieux et de l'empereur et était aussi, par défaut, la façon de combattre des grands héros samouraïs du haut Moyen Âge japonais comme Minamoto no Yorimitsu, Hachiman Taro, Minamoto no Yoshiie, Minamoto no Tametomo. De même on relie le fondateur du Heki-ryu Kyujutsu à Hachiman, dieu tutélaire de la lignée Seiwa-Genji et donc dieu de l'archerie à cheval (en outre, certains des shintai de Hachiman sont des étriers de samouraïs). On parle alors de « Voie de l'arc et du cheval » car les samouraïs sont en premier lieu des archers à cheval au tempérament chevaleresque.
Toutefois, la guerre au Japon évolue progressivement. Si déjà à l'époque de Yoshiie, des sièges existaient, le combat en mêlée prend de plus en plus d'importance en même temps qu'augmente le nombre de soldats ou que décline l'importance de l'arc. Dès l'époque Kamakura, l'importance du sabre, puis celle de la lance s'affirment. À Kyoto pendant la guerre d'Ōnin, on amène des foules immenses qui, par la suite, se dispersent dans tout le Japon au fur et à mesure qu'elles rentraient chez elles, ouvrant la période du chaos de l'époque Sengoku.
À l'époque Edo, la nation étant en paix (tenka taihei), les samouraïs perdirent toute source de revenus, comme des mercenaires sans guerre et donc sans employeur potentiel. Ceux qui n'étaient pas devenus rōnin travaillèrent dans des châteaux ou en milieu urbain.
Les goshi, les samouraïs campagnards et soldat-paysans, étaient la norme avant la réforme de Oda Nobunaga, qui força ses samouraïs à vivre en ville afin de les mobiliser plus rapidement et plus facilement pour des expéditions militaires. Par la suite, cette façon de faire s'étendit à tout le pays et les Tokugawa firent du Japon une culture urbaine et sophistiquée. Les arts martiaux étaient devenus en grande partie inutiles.
Beaucoup de daimyos pré-Edo ont effectué des tameshi giri (exercices de coupe réelle à l'épée, au sabre). On peut citer Date Masamune et Hosokawa Tadaoki, combattu en première ligne (Kato Kiyomasa, Maeda Toshiie, Saitō Dōsan, Uesugi Kenshin, Takeda Shingen…)[pas clair] ou sont même l'objet d'exploits martiaux légendaires (Honda Tadakatsu, jamais blessé au combat de toute sa vie ; Tachibana Dōsetsu qui tranche un éclair avec son sabre ; Satake Yoshishige qui tranche un cavalier en armure complète de la tête jusqu'à la selle ; Yagyū Munetoshi (en) qui tranche un roc). Si on remonte plus loin encore, on trouve une abondance de héros et de guerriers légendaires, généraux ou simples samouraïs. Ainsi donc, aux yeux d'un homme de la vieille école comme Yamamoto Jocho Tsunetomo, leurs descendants de l'époque Edo sont plutôt gâtés et font la fine bouche. Il leur manque le tempérament guerrier de leurs aïeux.
Par exemple, les daimyos de l'époque Edo emploient des experts pour réaliser les tameshi giri (le plus célèbre étant Yamada Asaemon). Le katana doit être manié par un maître capable de déterminer les capacités de l'arme sans qu'elles subissent l'influence de l'utilisateur. D'un autre côté, on ne saurait saisir l'essence du sabre sans pratiquer le battōjutsu ou le tameshi giri, car imiter les mouvements lors de katas ou de quelques passes d'armes avec des jouets en bambou ne donne pas la sensation de trancher la chair humaine, ce à quoi les sabres et leurs techniques martiales sont destinés, au bout du compte.
En fait, les daimyos rejettent le tameshi giri qu'ils trouvent barbare. Même cet exercice est nécessaire, ils l'évitent et le confient à des experts de bas rang social. De plus, ces daimyos ne prennent jamais eux-mêmes le poste de kaishakunin (personne désignée pour procéder à l'exécution) lors d'un seppuku, car il est outrageant qu'un samouraï pointe sa lame dans la direction de son daimyo (puisque le kaishakunin attend derrière le seppuku-sha, le condamné).
En matière d'arts martiaux et d'attitude vigilante, les seigneurs ne montrent pas vraiment l'exemple, mais les samouraïs de plus bas rang doivent s'en accommoder et servir de leur mieux.
En d'autres termes, ce n'est pas du bushido que Yamamoto Jocho se plaint, au contraire, son aigreur vient du fait qu'il ait l'impression que la forme que le bushido prend à l'époque Edo est inappropriée, imparfaite. Le bushido s'épanouit sur les champs de bataille, et dans un monde en paix, il est coupé de ses racines.
Et c'est aussi cela, la problématique au cœur du bushido : qui servir et comment le faire au mieux ? Cette problématique trouve elle-même sa continuité dans la société japonaise moderne (gendai), que ce soit dans les tâches subalternes de l'hôtellerie, les majordomes de la bourgeoisie ou même les aides de camp de l'empereur du Japon.
C'est l'époque où les bujutsu (technique pour vaincre et tuer son ennemi), entament la transition vers le budo, sport de combat moderne pour se divertir avec son adversaire ou faire de l'auto-défense. En effet, bien que les budo n'existent officiellement qu'à partir de l'époque Meiji, déjà on voit apparaître les premiers shinai, ainsi que des « armures » spéciales utilisées pendant les exercices de gekiken (combat d'escrime free style[Quoi ?], ancêtre direct du kendo moderne).
C'est dans ce contexte que le bushido est théorisé, tantôt par initiative individuelle, tantôt par des « théoriciens du régime » tels que Hayashi Razan, Taira Shigetsuke ou encore le moine Nankobō Tenkai, proche conseiller de Tokugawa Ieyasu. Pour Ieyasu et les shoguns, le bushido est le mythe social fondamental qui fera se maintenir la nation en place, et comme tous ceux de ce genre-là, ils usent de l'appareil étatique pour le façonner. C'est de là que viennent les modifications, règlements et standardisations.
Par exemple, avant l'époque Edo, le daishō (la paire d'épées traditionnelles) n'était pas tout à fait standardisé. En fait, les samouraïs en armure préféraient très souvent le tachi et le tantō, et pendant l'époque Sengoku, les samouraïs préféraient le katateuchi au wakizashi. Le katana et l’uchigatana étaient plus souvent portés par des samouraïs de bas rang et des ashigaru. Mais pendant l'époque Edo, le bakufu Tokugawa imposa le banzashi-daishō dans les lois somptuaires de la caste samouraï. Ce genre de détails est propre à une codification tardive du bushido, mais il ne faut pas croire pour autant que le bushido a été « inventé » aux XVIIe et XVIIIe siècles.
Les sources du bushido puisent donc abondamment dans les trois religions majeures du Japon, le shintoïsme, le bouddhisme (zen en particulier, considéré comme la religion par excellence du samouraï depuis l'époque Kamakura et l'introduction des zen soto et rinzai), et le confucianisme enfin. Ce dernier élément apporte un aspect social à la caste guerrière, qui se transforme en une sorte de police féodale et d'armée de réserve (en sa qualité d'ost féodal qui sait qu'on ne l'appellera pas de sitôt).
On notera l'apport de grands érudits pour chacune de ces trois philosophies, tels que Takuan Soho (qui disserta beaucoup avec les grands de son temps) ou Motoori Norinaga, grand spécialiste de la « voie des dieux ». De même, beaucoup de koryu bujutsu (écoles anciennes d'arts martiaux), qui avaient le terme « kami » dans leurs noms, devinrent populaires à l'époque Edo. Les styles de kashima et katori, notamment, signifiaient qu'ils suivaient l'enseignement des dieux.
Cette rédaction du bushido, les ouvrages et les codes de conduites rédigés à cette époque, visent non pas à créer mais à maintenir et à réguler, et théoriser sur ce que devrait être le guerrier samouraï, sa forme et son attitude idéale, ce qui longtemps avait été laissé non écrit par leurs ancêtres. Ainsi, lorsque les jeunes demandaient à leurs aînés pourquoi, dans ce contexte de paix durable, ils devraient suivre le difficile entraînement aux arts martiaux, les anciens répondaient que c'était leur devoir en tant que samouraïs d'être prêts à la guerre.
Dans ce genre de détails révélateurs de l'essence du bushido, on ne peut que constater à quel point il est similaire au kyuba no michi des ancêtres. Par exemple, à l'époque Kamakura, si un samouraï d'un certain niveau de vie (propriétaire terrien, par exemple) était appelé par son seigneur, il devait immédiatement ceindre son tachi, seller son cheval et partir rejoindre l'ost. Il n'avait pas le temps de prendre un bain, d'enfiler son armure, de faire ses adieux à tout le monde ou de ramasser ses armes, et s'il était en train de manger, il devait aussitôt poser ses baguettes. Le samouraï partait sur-le-champ et ses propres vassaux directs, d'un rang trop bas pour recevoir un appel en leurs noms propres, devaient rassembler toute la logistique et rejoindre leur lige au plus tôt, que ce soit en chemin ou à destination. L'important était que le samouraï montre sa loyauté et son esprit indomptable par cette attitude belliqueuse.
Un autre exemple lié aux lois somptuaires des samouraïs sont les chignons mage. Lors de l'Antiquité (période Yayoi ou antérieure), les Japonais adoptèrent le chignon, dont la forme se modifia au fil du temps. Lors des périodes de campagnes militaires, les samouraïs issus du buke (mais pas ceux issus du kuge) se rasaient une partie de la tête, sinon un heaume de fer ou d'acier aurait été insupportable en raison de la chaleur de l'été japonais. Il n'était bien sûr pas question de se débarrasser de son casque. Ils se faisaient donc une tonsure appelée sakayaki sur le sommet du crâne, épargnant les flancs et l'arrière. Souvent, le chignon lui-même était rabattu sur le sommet du crâne, c'est le fameux chonmage.
À l'époque Sengoku, les samouraïs étaient en guerre perpétuelle et n'avaient donc pas le temps de se raser les cheveux[réf. nécessaire]. L'une des modes dominantes consistait à garder le sakayaki en permanence, ils étaient ainsi toujours prêts à guerroyer.
Après l'unification et la pacification du Japon sous l'égide des Tokugawa, garder le sakayaki était devenu inutile. Mais le bakufu et ses théoriciens en firent tout de même une loi somptuaire des samouraïs. Pourtant, très rares sont ceux qui ont combattu ou tué qui que ce soit ou quoi que ce soit pendant leur vie. Certains n'ont même jamais pratiqué les arts martiaux.
« Si […] le bushido enseigne au guerrier de manière rude la valeur suprême, la victoire sur le champ de bataille sans se préoccuper de loyauté ou d’honnêteté vis-à-vis de son adversaire […]. La mise en place d’une société pacifiée avec les Tokugawa […] [métamorphose] les groupes de combattants professionnels […] en structure bureaucratique de contrôle politique. […] ce qui se diffuse à l'époque c'est le shido, c'est-à-dire la Voie du lettré. […] Même si le gouvernement shogunal encourage l'étude du confucianisme, le sentiment nostalgique de l’époque précédent subsiste chez les samouraïs. Cette tendance se retrouve dans l’introduction d’élément propre au bushido dans la voie du lettré par Yamaga Soko (1622-1685) comme le renoncement de soi ou certaine forme d’abstinence. »
Malgré ces efforts, il a pu subsister « un mécontentement latent parmi les samouraïs contre le fait de l'idéalisation » du fonctionnaire lettré confucéen. L'ouvrage Hagakure (1710-1719) fortement « influencé par l'héritage du bushidô » en est une démonstration. Célèbre aujourd’hui pour sa description du « sens extrême de la loyauté, l’attrait pour la mort, le tout de manière très conceptuelle. Or cette œuvre n'eut pratiquement pas de lecteur en son temps. La première fois que cet ouvrage fut lu par des personnes qui n'étaient pas des vassaux du fief de Saga, c'est en 1906 lorsque Nakumura Ikuichi publia à ses frais une reproduction du texte ». Par la suite, l'ouvrage devient célèbre avec la mode du bushido lancée à partir de l’œuvre de Nitobe Inazô (1862-1933), Bushidô, Soul of Japon, « jusqu'à devenir un ouvrage qui en représente l'esprit ».
Aux yeux de Yamamoto Tsunetomo, sûrement, ce genre de pratique pouvait s'apparenter à un culte des apparences et à de la bien-pensance : ces soi-disant guerriers montrent qu'ils sont en permanence prêts à partir à la guerre en se faisant une tonsure, mais en réalité, c'est pour complaire à des samouraïs plus âgés et d'un rang social supérieur au leur, qui sont devenus chauves avec l'âge. Si on leur demande de prendre les armes, pourra-t-on seulement compter sur eux ? Hagakure respecte les relations humaines, leur accorde une grande importance, afin d'établir l'harmonie au sein des vassaux du seigneur, mais ne cautionne point ce genre d'attitude.
Autre exemple : si l'on accuse souvent le bushido de l'époque Edo d'être une idéalisation du passée, les époques Genpei et Kamakura étaient très chevaleresques [réf. nécessaire].
Les samouraïs de bas rang étaient principalement là pour escorter les samouraïs de haut rang, qui étaient censés s'affronter entre eux en duel. Il était inconvenant de combattre entre guerriers de rangs différents si on pouvait l'éviter. En attaquant l'ennemi ou avant un duel (en armure ou en civil), le samouraï annonce son nom, car il en est fier, puis brandit son katana, son yari ou son naginata, et combat héroïquement.
Une attitude similaire se trouve dans la mort du légendaire saint patron des yakuzas, Shimizu No Jirocho (1820-1893), demandant à mourir de la main d'un ennemi de statut égal. À l'inverse, l'époque Sengoku était devenue plus réaliste et désespérée[pas clair] ; s'approprier les têtes de samouraïs et de généraux ennemis était même une occasion de promotion, et surtout, pour les ashigaru… Et ce bien qu'ils n'aient pas occis la victime.
Les duels entre samouraïs et les combats à l'épée ne sont pas une invention des idéologues de l'époque Edo. Simplement, pendant l'époque Sengoku et depuis l'invasion mongole en fait, les pratiques guerrières avaient pris une tournure plus réaliste et vicieuse[pas clair] ; les tactiques du combat de masse et les formations de soldatesques émergeaient en reléguant les guerriers individuels au second plan (or, la lance est plus utile pour faire un travail d'équipe que l'épée ou le sabre).
Néanmoins, les duels et les exploits héroïques restaient au cœur de l'idéal du samouraï, même à cette époque, le sabre était déjà perçu comme l'âme du guerrier, c'est-à-dire l'essence de la profession de bushi. Comme en Europe — et même plus encore — le sabre japonais est exalté pour sa noblesse, malgré sa relative inefficacité comparée à d'autres armes (lance, fusil, canon, arc…).
Même Kato Kiyomasa, lorsqu'il énonce ses préceptes, dissertant sur la véritable voie du guerrier, déclare dès la seconde phrase du texte : « Un samouraï doit se lever à 4 heures du matin, s'entraîner au kenjutsu, prendre son petit déjeuner, puis s'entraîner à l'arc, au fusil et à l'équitation. » Comme on le constate, le sabre vient en premier.
Plus loin, il déclare sans la moindre ambiguïté : « Le dessein d'un individu né au sein du buke — d'une famille de bushi — doit être de manier le sabre long et le sabre court, et de mourir. » Le grand chef de guerre ne mentionne ni le fusil, l'arme nouvelle qui ouvre les portes du futur, ni la lance qui permet le travail d'équipe ou les charges de cavalerie (bien qu'il soit lui-même un célèbre lancier, ayant chassé des tigres en Corée), ni l'arc, arme qui fait le plus de victimes. Le daitō et le shōtō, c'est-à-dire le daishō lui-même, est l'essence du mode de vie d'un bushi, c'est-à-dire le bushido.
L'importance du sabre pour le bushido n'a certainement pas été inventée par des théoriciens de l'époque Edo. Mais certains l'ont utilisé comme décoration, sans jamais le dégainer et le manier au combat, comme le firent leurs ancêtres (en fonction des époques, la population samouraï varie de 5 % à 10 %).
Cette attitude est exactement la même que celle qui fut révélée chez les jeunes samouraïs impétueux et révolutionnaires de l'époque Bakumatsu, soit d'un bout à l'autre de l'histoire des samouraïs.

## Un code très strict?
« Les guerriers ne combattaient pas seulement pour des avantages concrets. Leur existence découlait de leur reconnaissance sociale en tant que spécialiste du combat. […] ils devaient donc maintenir leur prestige, faire valoir leurs mérites […]. Le mérite, tel qu'il est évoqué dans le Dit des Heike pose deux problèmes. le premier est lié à l'usage du mot ko no mono les valeureux qui symbolise un certain usage de la force. L'autre découle la loyauté ou de l'amour que l'on éprouve pour ses compagnons d'armes. […] » La première peut se traduire par de la force psychologique même si la conduite relève incontestablement de la traitrise (voir comment Noritsuma trompe et tue Moritoshi) pour sauver sa vie alors que se rendre comme Munemori pour rester en vie est décrié. « Les samouraïs étaient prêts à mettre leur vie en jeu, pour défendre leur prestige ou leur réputation. Cette réputation découlait de leur capacité à déployer courage et sang froid sur le champ de bataille et, comme il s'agissait là de vertus nécessaires pour qui voulait vaincre, elles s'imposèrent peut être comme des valeurs respectables. La force, y compris psychologique, le refus de trahir ses compagnons ou de se laisser intimider, devinrent les valeurs centrales qui assuraient la renommée des guerriers. »
La plupart des samouraïs vouaient leur vie au bushido, un code strict qui exigeait loyauté et honneur jusqu'à la mort. Si un samouraï échouait à garder son honneur, il pouvait le regagner en commettant le seppuku (suicide rituel), que l'on connaît mieux en Occident sous le terme de « hara-kiri » ou « l'action de s'ouvrir le ventre » (hara, le « ventre », siège du ki, « puissance, énergie » et kiri, « coupe »).
Cependant, alors que le seppuku permettait à un guerrier vaincu de se donner la mort et de pouvoir ainsi mourir avec son honneur (le vainqueur abrégeait ensuite ses souffrances), le hara-kiri était une façon de se donner la mort qui permettait de retrouver son honneur à la suite d'un événement considéré comme déshonorant (lâcheté, traîtrise, adultère…). Cette nuance est sensible et importante dans la compréhension du bushido.
Sous sa forme la plus pure, le bushido exige de ses pratiquants qu'ils jugent efficacement le moment présent par rapport à leur propre mort, comme s'ils n'étaient déjà plus de ce monde. C'est particulièrement vrai pour les formes initiales de bushido.
« Aujourd'hui nombreux sont ceux qui idéalisent les guerriers du Moyen Âge leur faisant incarner une morale telle que la définit Nitobe Inazō et qui pensent que les samouraïs tel qu'ils apparaissent dans le Dit du Heike devaient être ainsi. Mais ces représentations des guerriers japonais d'autrefois reposent sur une tradition fictive inventée de toutes pièces au XIXe siècle. »

## Les sept vertus du bushido décrites parNitobe Inazō
Il existe sept grandes vertus confucéennes associées au bushido :
- droiture (義, gi?, parfois aussi traduit par « rectitude » ou « rigueur ») ;
- courage (勇, yū?) ;
- bienveillance (仁, jin?, parfois aussi traduit par « grandeur d'âme », « compassion » ou « générosité ») ;
- politesse (礼, rei?, correspondant à l'étiquette apparue en France à la même époque ou d'une manière plus générale, le respect[17]) ;
- sincérité (誠, makoto?, ou « honnêteté ») ;
- honneur (名誉, meiyō?) ;
- loyauté (忠義, chūgi?).

## Personnalités importantes dans le développement du bushido
- Yamaga Sokō, qui l'a fondé et codifié (avant l'époque Edo, le bushido était généralement exprimé de manière informelle et rarement écrite, mais même par la suite certains détails pouvaient varier selon les clans).
- Taira Shigetsuke
- Yagyū Munenori
- Miyamoto Musashi
- Yamamoto Tsunetomo
- Yukio Mishima
- Nitobe Inazō, qui en décrivit les aspects spirituels dans son ouvrage Bushidō, l'âme du Japon.

Le bushido a servi également de base spirituelle aux kamikazes pendant la Seconde Guerre mondiale. Pour cette raison, plusieurs arts martiaux enracinés dans le bushido ont été interdits par les Américains pendant l'occupation d'après-guerre, et de nombreux sabres japonais, anciens ou récents, ont été détruits.[réf. souhaitée]

## L'empire du Japon
« Si, durant le Moyen Âge les lettres deviennent l’apanage culturel des aristocrates de la cour impériale, à l’époque Edo, elles sont celui des lettrés confucéens. Si les lettres sont le signe de l'enseignement du confucianisme, c'est-à-dire de la culture chinoise, le métier des armes incarne les valeurs proprement japonaises. […] La guerre de l’Opium (1840-1842) fut un traumatisme pour le Japon » puisqu'elle se conclut avec l’invasion de la Chine par les Anglais. Avec le sentiment d’urgence, une des conséquences créées par la crise a été l’essor du nationalisme, des voix s'élèvent en faveur de la nécessité de valoriser de nouveau le métier des armes. « Le renouveau du bushidô fut ainsi lié au nationalisme. […] Le terme devient très fréquent et à connotation positive par les penseurs du mouvement xénophobe des années 1853-1867 favorables à la restauration impériale et prend une coloration nationaliste absente à la fin du Moyen Âge. » Il disparait de nouveau pendant l’été Meiji jusqu’à réapparaitre à partir des années 1880 pour exprimer symboliquement la perte des valeurs traditionnelles lors de l’introduction rapide de la civilisation occidentale à partir de 1868 et le sentiment d’urgence, de nouveau, à défendre la magnifique tradition japonaise. « Le confucianisme et le bouddhisme sont embarqués, alors, dans les valeurs traditionnelles à défendre face à l’Occident alors qu’à la période Edo le bushido en tant que tradition japonaise était plutôt utilisé comme alternative au confucianisme. »
La victoire du Japon sur la Chine en 1895 « change le paradigme, ce n’est plus l’urgence mais la fierté de la tradition du bushido qui est à l’origine des succès militaires […] abnégation et dépassement de soi » sont mis en avant en oubliant « les hésitations morales du guerrier sur les moyens de la victoire ».
Dans l’ouvrage de Nitobe Inazô, Bushidô, Soul of Japon, publié aux États-Unis en 1900, « il s'agissait d'un discours bien que différent de celui que les nationalistes tenaient sur le Bushido mais d'une certaine manière, il les rejoignait car il contribuait à en accroitre le prestige et participe à la mode ambiante de renouveau de la Voie du guerrier. Par la suite, après la défaite […] les théories nationalistes sur le bushido furent dénoncées mais pas l'ouvrage de Nitobe Inazaö qui échappa au désaveu au point même qu'il devint au Japon même le meilleur représentant des essais sur le bushido ».
Avec la modernisation radicale du pays sous la Réforme de l'ère Meiji (1868), l'existence des classes sociales fut bannie et les samouraïs perdirent leur statut particulier qui en faisait des sortes de policiers féodaux, seuls habilités à porter une arme blanche.
Inféodés à l'empereur, de nombreux samouraïs suivirent la réforme et devinrent principalement des dirigeants de l'Armée impériale japonaise en cours de formation ainsi que des hommes politiques et plus tard des capitaines d'industrie.
Ainsi, à la fin du XIXe siècle, de nombreux membres des grandes familles de la noblesse reçurent, sous l'impulsion du gouvernement, les rênes de ceux qui allaient devenir les zaibatsu (les grands conglomérats industriels et de commerce) comme Mitsui, Mitsubishi, Sumitomo, etc. Ces entreprises économiques furent les premières vraies structures capitalistiques modernes du Japon et la colonne vertébrale de l'expansionnisme du Japon Shōwa. Ces dirigeants, anciens samouraïs, organisèrent leurs entreprises selon les valeurs de leur corpus de référence : le bushido.
Ce concept, joint à celui du hakko ichi'u fut l'un des fondements de la montée du militarisme au début de l'ère Shōwa.

## Le bushido aujourd'hui
On peut considérer qu'aujourd'hui le bushido est encore très présent dans l'organisation sociale et économique du Japon, car c'est le mode de pensée qui a historiquement structuré l'activité capitaliste au XXe siècle. Les relations d'affaires, le rapport étroit entre l'individu et le groupe auquel il appartient, les notions de confiance, respect et harmonie au sein du monde des affaires japonais sont directement basées sur le bushido. Celui-ci serait donc à l'origine de l'idéologie d'harmonie industrielle du Japon moderne, qui a permis au pays de devenir, avec le miracle économique japonais de l'après-guerre des années 1950-1960, le chef de file de l'économie asiatique.

## Bushido dans les sports de combat et les arts martiaux
L’iaidō, dans sa transmission et sa pratique, est l'art martial qui reprend dans son intégralité le bushido de par l'étiquette, le code d'honneur, l'habillement, le port du sabre et le combat contre soi plutôt que contre l'adversaire. Les sports de combat modernes comme le kendo tirent leur philosophie du bushido ; à la différence d'autres arts martiaux, le contact prolongé ou les coups multiples tendent à être défavorisés pour privilégier des attaques simples et propres sur le corps. Le bushido a également inspiré le code d'honneur de disciplines comme l'aïkijutsu, l'aïkido, l'aïkibudo, le judo, le jujitsu, le karaté ou le chanbara. La mentalité bushido est également très présente dans le Kickboxing japonais.